# Алберт V фон Пуххайм
Алберт V фон Пуххайм (на немски: Albert V Herr von Puchheim zu Raabs; Albero (Albert) VII. (V.) der Jüngere; † 1430) е австрийски благородник от стария рицарски род Пуххайм, господар на Пуххайм в Горна Австрия и на Рабс в Долна Австрия. Той създава линиите цу „Раабс ан дер Тая и Хайденрайхщайн“, и линията на графовете фон Пуххайм.

## Произход и наследство
Той е син на дипломата Алберт III фон Пуххайм († 1384) и втората му съпруга Схоластика фон Щархемберг († 1385), дъщеря на Гундакер фон Щархемберг-Хорнберг, Топел и Вилдберг († 1346) и Аделхайд фон Ланденберг († 1353). Баща му Алберт III фон Пуххайм служи на австрийските херцози Албрехт II, Рудолф IV и Албрехт III.
По-малък полубрат е на Пилгрим V (IV) фон Пуххайм († 1402), главен дворцов майстер на австрийските херцози Албрехт III и Албрехт IV, и на Елизабет фон Пуххайм-Раабс, омъжена за Ото 'Стари' фон Целкинг-Шьонег († 1390).
Родът фон Пуххайм получава през 1551 г. крепостта замък Пуххайм, който изгаря през 1585 г. и на неговото място се построява четирикрилен дворец в стил Ренесанс. Фамилията притежава от 1378 до 1701 г. замък Рабс и през 1548 – 1571 г. дворец Крумбах в Долна Австрия.
Неговият род измира през 1718 г. с граф Франц Антон фон Пуххайм, епископ на Винер Нойщат (1695 – 1718).
- Замък Пуххайм (1674)
- Дворец Пуххайм
- Замък Рабс

## Фамилия
Алберт V фон Пуххайм се жени за Маргерита фон Екартзау, дъщеря на Шадолт фон Екартзау 'Стария' († 1382) и Кунигунда фон Капелен. Te имат син и дъщеря:
- Анна фон Пуххайм, омъжена за Хартнайд фон Потендорф († 19 март 1426), син на Албрехт фон Потендорф († 1394) и Анна фон Петау († пр. 1381).
- Георг II фон Пуххайм († 7 август 1458), господар на Пуххайм и Хайденрайхщайн, женен за Катерина фон Потендорф, или за Маргарета фон Швамберг († сл. 1464/1479).